# 習熟度別学習
習熟度別学習（しゅうじゅくどべつがくしゅう）とは学校などで授業の際に児童・生徒の学習の効率を上げようとする授業法である。日本では一時期「能力別学習」の名前で教育が行われていた。

## 概説
習熟度別学習の方法としては、学校などで授業の際に児童・生徒をその教科の習熟度に応じて、複数の学級をいくつかのクラスに編成し直す方法、1つの学級内で別々のコースで学習する方法が挙げられる。公立学校では「学力別」や「能力別」という表現はされず、もっぱら「習熟度別」と呼ばれる。また、クラス名をあえて優劣がわからないように名づけるなどの配慮が行われていることもある。
習熟度別学習を授業の一形態ととらえ、特に問題演習を中心に行う学習内容の際には習熟度別で少人数クラスを編成し、単元の導入場面や応用力を養う場面では学級もしくは習熟度によらない編成方法で少人数クラスを作るなど、さまざまな学習形態が研究されている。